# El último payador
El último payador es una película argentina estrenada el 9 de febrero de 1950. Inspirada en la vida del payador José Betinotti, fue escrita por el poeta y letrista de tango Homero Manzi y dirigida por el propio Manzi y el francés Ralph Pappier.
Fue protagonizada por el cantor, actor y cineasta Hugo del Carril.
Los directores habían querido contar esta historia desde 1946, cuando un guion original fue rechazado por la productora Artistas Argentinos Asociados. Con algunas modificaciones fue estrenada en 1948 la película Pobre mi madre querida, con mismo protagonista, sobre un argumento de Pascual Contursi. Dos años después se estrena la versión definitiva, El último payador.
Narra la historia del payador Betinotti, un personaje mítico de la música argentina. El tema principal de la película, la canción "Pobre mi madre querida", es una composición original de Betinotti, luego corregida por Homero Manzi y Sebastián Piana.
Se trata de un melodrama clásico. Además de sus inmensos méritos dramáticos, el filme reconstruye fielmente los escenarios de principios del siglo XX: las luchas obreras, los mítines partidarios de los caudillos y el circo criollo, cuna del teatro y la música argentina.
En una escena de la película, el protagonista escucha el tango Mi noche triste, de Pascual Contursi, considerado el primer tango-canción. Los realizadores recrean esta escena imposible (porque el tango es de 1917, un año después de la muerte de Betinotti) y asocian a Betinotti con el origen de la canción porteña.

## Reparto
Intervienen en el filme los siguientes intérpretes:
- Hugo del Carril  ...  José Betinotti
- Aída Luz    ... María (esposa de Betinotti)
- Orquídea Pino ... Sara
- Gregorio Cicarelli ... Don Carmelo
- Tomás Simari ... Frank Brown
- Ricardo Passano ... Pascual Contursi
- Rosa Catá
- José Ruzzo ...Don Manuel J. Aparicio
- Lito Bayardo ... Ambrosio Ríos
- Marino Seré ... Gabino Ezeiza
- Yuki Nambá ... Compañera de María
- Vera Lainez
- Juan Carrara ... Dr. Ricardo Caballero
- Alberto Terrones ... Comisario
- Francisco Pablo Donadío
- Juan D. Cafforatta
- Pablo Cumo